# Sicalis lutea
El chirigüe puneño (Sicalis lutea), también conocido como jilguero puneño (en Argentina), semillero de la puna, chirihue o chirigüe de la puna (en Chile y Perú), es una especie de ave paseriforme de la familia Thraupidae perteneciente al género Sicalis. Es nativo de regiones altiplánicas del oeste de América del Sur.

## Distribución geográfica  y hábitat
Se distribuye desde el sur del Perú (Cuzco y Arequipa), por Bolivia hasta el noroeste de Argentina (Salta y Tucumán) y en el extremo norte de Chile (Arica y Parinacota).
Esta especie es considerada bastante común en su habitat natural: los pastizales áridos de la puna y laderas arbustivas adyacentes, mayormente en altitudes entre 3500 y 4500 m.

## Descripción
Mide aproximadamente 13 cm de longitud. El macho es amarillo dorado-verdoso por todo el cuerpo excepto en las alas que son marrones oscuras, la hembra y los ejemplares jóvenes son de un color amarillo con el dorso oliváceo.

## Alimentación
Se alimenta de semillas, hierbas y a veces hasta de insectos.

## Sistemática

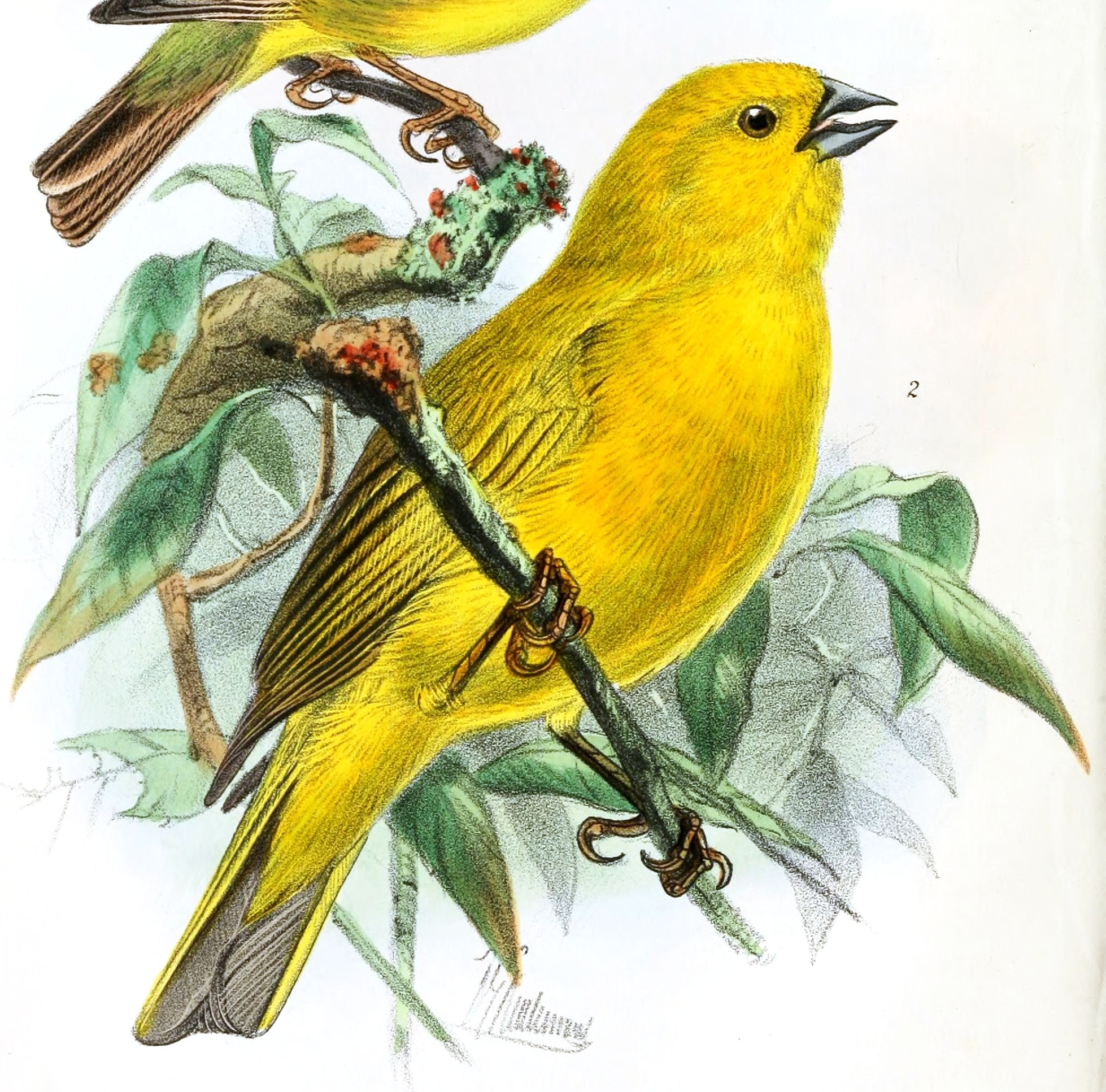
Sycalis lutea, ilustración de Keulemans en The Ibis, 1872.

### Descripción original
La especie S. lutea fue descrita por primera vez por los ornitólogos franceses Alcide d'Orbigny  y Frédéric de Lafresnaye en 1837 bajo el nombre científico Emberiza lutea; su localidad tipo es: «Pampas d'Oruro (Oruro), Bolivia».

### Etimología
El nombre genérico femenino Sicalis proviene del griego «sikalis, sukalis o sukallis»: pequeño pájaro de cabeza negra, mencionado por Epicarmo, Aristóteles y otros, no identificado, probablemente un tipo de curruca Sylvia; y el nombre de la especie «lutea» proviene del latín  «luteus»: amarillo azafrán.

### Taxonomía
Es monotípica. Los datos presentados por los amplios estudios filogenéticos recientes demostraron que la presente especie es hermana de Sicalis raimondii, y el par formado por ambas es pariente próximo de  Sicalis auriventris.